# Poecilopachys speciosa
Poecilopachys speciosa là một loài nhện trong họ Araneidae.
Loài này thuộc chi Poecilopachys. Poecilopachys speciosa được Ludwig Carl Christian Koch miêu tả năm 1872.